# دین‌شناسی تطبیقی
دین‌شناسی تطبیقی (به انگلیسی: Comparative study of  religions)، مطالعات تطبیقی ادیان یا دین‌شناسی همسنجشی شاخه‌ای از مطالعات دین‌شناسی است که به مقایسهٔ نظام‌مند آموزه‌ها، مناسک، موضوعات و تاثیر و تاثرات ادیان در سرتاسر جهان می‌پردازد. به طور کلی مطالعهٔ این رشته به فهم بهتر و عمیق‌تر بنیادهای فلسفی ادیان مانند اخلاقیات، متافیزیک، طبیعت و اشکال متفاوت رستگاری کمک می‌کند. از دیگر مسائل مورد توجه این رشته، می‌توان به بررسی و مقایسه ریشه‌ها و تشابهات موجود در میان ادیان مختلف جهان اشاره کرد. مطالعهٔ این رشته، فهمی گسترده‌تر و دقیق‌تر از باورها و آداب دینی در مورد مفاهیمی مانند تقدس، نومینوس، معنویت و الوهیت برای انسان به ارمغان می‌آورد. 

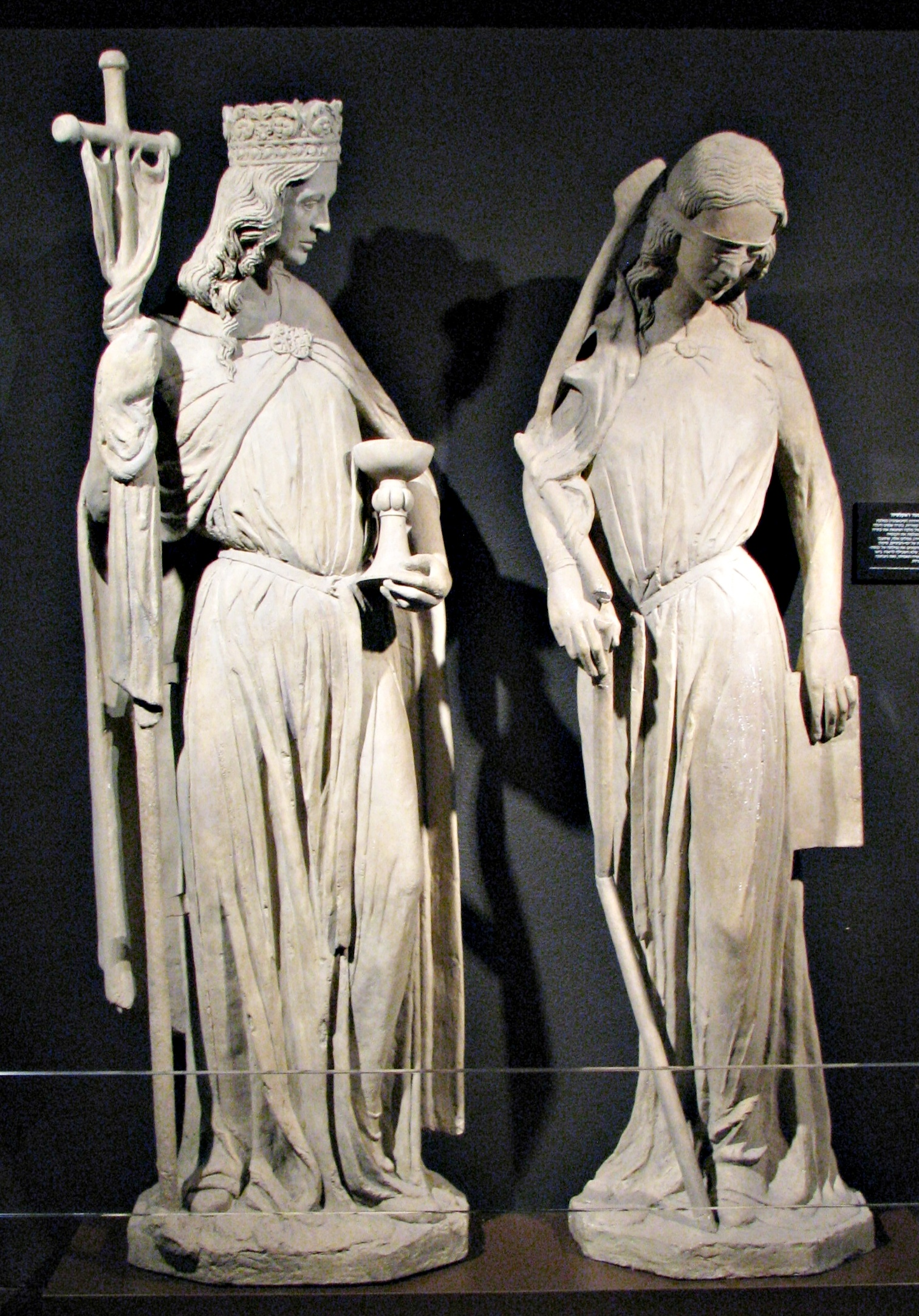
در هنر مسیحی، پیکره‌های تراش‌خوردهٔ «اکلسیا و سیناگوگا» نمایانگر قیاسی میان کلیسای مسیحی و کنیسهٔ یهودیت هستند.

به طور معمول، در رشته دین‌شناسی تطبیقی، ادیان بر اساس گستردهٔ جغرافیایی باورمندانشان، به دسته‌های ادیان خاورمیانه‌ای (که شامل ادیان ابراهیمی، ادیان ایرانی و دین مصر باستان می‌شوند)، ادیان هندی و ادیان شرق آسیایی، ادیان آفریقایی، ادیان آمریکایی، ادیان استرالیایی و ادیان هلنیستی-یونانی باستان تقسیم می‌شوند. 

## تاریخچه
ابوریحان بیرونی (۳ ذیحجه ۳۶۲ – بعد از سال ۴۴۲ ه‍.ق) و ابن حزم (رمضان ۳۸۴ –۲۲ شعبان ۴۵۶ قمری)، که هر دو در دوران طلایی اسلام زیست می‌کردند، به عنوان «پدران دین‌شناسی تطبیقی» شناخته می‌شوند. آن‌ها با مطالعه تکثر و تنوعی که در ادیان وجود دارد، تاثیر شگرفی بر رشته‌های الهیات و فلسفه گذاشته‌اند. ابوریحان بیرونی ایدهٔ خودش دربارهٔ تاریخ را در کتاب مشهورش، الآثار الباقية عن القرون الخالية (به فارسی: آثار باقی‌مانده از قرون گذشته) تشریح می‌کند؛ این کتاب توسط ادوارد زاخائو در قرن نوزدهم به انگلیسی ترجمه شد. این کتاب مطالعه‌ای تطبیقی از تقویم‌ها در فرهنگ‌ها و تمدن‌های مختلف است. این کتاب همچنین شامل اطلاعات ریاضیاتی، نجومی و تاریخی بوده و به کاوش‌هایی دربارهٔ سنن و باورهای مذهبی و دینی ملل مختلف می‌پردازد.

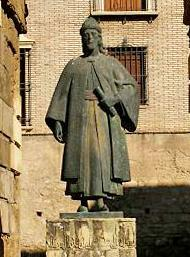
مجسمهٔ ابن حزم، پدر دین شناسی تطبیقی مدرن واقع در کوردوبا، اسپانیا

در قرن نوردهم،‌ گرایش قدرتمندی در میان دانشمندان و متخصصین علوم اجتماعی مبنی بر مطالعه ادیان «ابتدایی» به وجود آمد. این گرایش به واسطه آثاری که ماکس مولر، ادوارد بارنت تایلور، ویلیام رابرسون اسمیت، جیمز جورج فریزر، امیل دورکیم، ماکس وبر و رودلف اوتو تالیف کردند، شکل گرفت. نیکولاس دلانگ، استاد مطالعات عبری و یهودیت در دانشگاه کمبریج می‌گوید:
رشتهٔ مطالعات تطبیقی ادیان، رشته‌ای آکادمیک است که در دانشکده‌های الهیات مسیحی رشد و پرورش یافته است؛ و به همین دلیل هر آن می‌تواند به ورطه‌ای بیافتد که تمام پدیده‌های مختلف‌الشکل را به نوعی دست‌‌وپا بسته و با الگویی مسیحی بفهمد و تاویل کند. و البته در اینجا مشکل تنها این نیست که دیگر «ادیان» ممکن است در مورد پرسش‌هایی که برای مسیحیت اهمیت حیاتی دارند، حرفی برای گفتن نداشته باشند یا چیز زیادی نگویند، بلکه این است که آن‌ها حتی ممکن است خود را به همان شکلی که مسیحیت خود را به عنوان یک دین می‌بیند، دین نبینند. 
بودیسم و ادیان سنتی چین، مثال‌هایی هستند که می‌توانند فهم این گفتار را آسان‌تر کنند. این دو گروه ادیان در طول تاریخ خود را غیر قابل جمع با یکدیگر ندانسته‌اند و با ترکیب شدن با یکدیگر ادیان دیگری مانند بوداگرایی پاک‌بوم را شکل داده‌اند. این مثال نشان می‌دهد که انگاره‌های غربی از پدیدهٔ دین چقدر می‌تواند با انگاره‌هایی که دیگر جوامع از دین دارند، متفاوت باشد؛ انگارهٔ غربی، برخلاف مثال ذکر شده، باورمندی به یک نظام اعتقادی را مانعةالجمع با باورمندی به دیگر نظام‌های اعتقادی می‌داند.
هندوئیسم و بودیسم، در رستگاری‌شناسی‌شان، مثال‌های دیگری برای فهم این موضوع هستند. مطالعات تطبیقی ادیان، با این پیش‌فرض ادیان مختلف را مطالعه می‌کند که گویی رستگاری لزوما در زندگی پس از مرگ حاصل می‌شود؛ این در حالی است که ادیانی مانند هندوئیسم و بودیسم لزوما این تعریف از رستگاری را نمی‌پذیرند. در عوض، هندوئیسم و  شاخهٔ خاصی از بودیسم به نام ترواده‌، هر دو معقتدند که رستگاری، نه با زندگی ابدی پس از مرگ، بلکه زمانی حاصل می‌شود که انسان از وجود دنیوی خود فرا رفته و از چرخهٔ تناسخ خارج شود.

## طبقه‌بندی جغرافیایی ادیان
به عقیدهٔ چارلز جوزف آدامز، در حوزهٔ دین‌پژوهی تطبیقی، یک طبقه‌بندی جغرافیایی رایج، گروه‌های اصلی دینی را به‌صورت زیر دسته‌بندی می‌کند:
1. ادیان خاورمیانه‌ای، شامل یهودیت، مسیحیت، اسلام، زرتشتی‌گری و مجموعه‌ای از نظام‌های اعتقادی باستانی؛
2. ادیان آسیای شرقی‌ای، شامل جوامع دینی چین، ژاپن، کره و ویتنام، از جمله کنفوسیوس‌گرایی، تائوئیسم، شاخه‌های مختلف بودیسم مهایانه («ناقل بزرگ»)، و شینتو؛
3. ادیان هندی، شامل بودیسم اولیه، هندوئیسم، جینیسم، آیین سیک، و گاهی نیز بودیسم تراوادا («تعالیم بزرگان») و دیگر ادیان متاثر از هندوییسم و بودیسم در جنوب و جنوب‌شرقی آسیا؛
4. ادیان آفریقایی، شامل نظام‌های اعتقادی باستانی مردم بومی آفریقا، به‌جز دین مصر باستان که در زمرهٔ ادیان باستانی خاورمیانه‌ای دسته‌بندی می‌شود؛
5. ادیان آمریکایی، شامل باورها و آیین‌های مردمان بومی قاره‌های آمریکای شمالی و جنوبی؛
6. ادیان اقیانوسیه، شامل نظام‌های دینی مردم جزایر اقیانوس آرام، استرالیا و نیوزیلند؛
7. ادیان یونان و روم باستان و بازماندگان هلنیستی آن‌ها.

### ادیان خاورمیانه‌ای
ادیان ابراهیمی یا ادیان آسیای غربی
در مطالعات دین‌پژوهی تطبیقی، دستهٔ ادیان ابراهیمی شامل سه دین یکتاپرست مسیحیت، اسلام و یهودیت است که همگی ابراهیم (به عبری توراتی: אַבְרָהָם‎ تلفظ: اَوْراهام؛ به عربی: إبراهيم‎‎) را بخشی از تاریخ مقدس خود می‌دانند. ادیان خردتری مانند آیین بهایی نیز گاه در این دسته قرار می‌گیرند، اما در اغلب موارد به کل نادیده گرفته می‌شوند.
چیزی که امروزه به یکتاپرستی سخت‌گیرانهٔ یهودیت ربانی امروز تبدیل شده محصول همان اعتقاد یهودیان اولیه به خدای ابراهیم است. یهودیت از دیدگاه یهودیان مذهبی، بیانگر پیمانی است که خدا با فرزندان اسرائیل (بنی‌اسرائیلیان) بسته است؛ آنان معتقدند تورات بخشی از متن وسیع‌تری به نام تنخ یا کتاب مقدس عبری است و همچنین به سنت شفاهی‌ای معتقدند که در متونی مانند میدراش و تلمود بازتاب یافته است.
مسیحیان معتقدند که مسیحیت ادامه و تحقق عهد عتیق یهودی است. آن‌ها باور دارند که عیسی (به عبری توراتی: יֵשׁוּעַ‎ تلفظ: یِشوع) همان مسیح موعودی است که در پیش‌گویی‌های عهد عتیق آمده و ایمان دارند که اناجیل عهد جدید هم ادامه‌دهندهٔ همان آموزه‌هاست. عیسی در نظر مسیحیان هم تجسم خداست و هم پسر خدا. آموزه‌های اصلی و مشترک شاخه‌های مختلف مسیحی دربارهٔ این است که تولد، زندگی، رنج، تصلیب، و رستاخیز عیسی در اصل به‌منظور رستگاری انسان‌ها رخ داده است.
اسلام معتقد است که متون مقدس یهودیان و مسیحیان در طول زمان دچار تحریف شده و دیگر همان وحی اصیل الهی نیستند. قرآن به عقیدهٔ مسلمانان آخرین و کامل‌ترین وحی خدا (الله) است که تنها به محمد نازل شده؛ محمد از نگاه مسلمانان آخرین پیامبر و «خاتم‌النبیین» است.
با تکیه بر باور مسلمانان دربارهٔ مهدی (منجی نهایی بشریت و دوازدهمین امام شیعه)، شخصی به نام علی‌محمد شیرازی (باب) جنبش بابیه را آغاز کرده و خود را بابی (به معنی دروازه‌ای، مدخلی) به امام دوزادهم معرفی می‌نمود. این جنبش انشعابی از اسلام تلقی شد. در خلال سال‌های ۱۸۶۰ تا ۱۸۷۰، این جنبش به دو شاخه تقسیم شد: اکثریتی که میرزا حسین‌علی نوری (بهاالله) را جانشین معنوی باب دانستند و جنبش بهاییت را پایه‌گذاری کردند، و اقلیتی که از صبح ازل پیروی کردند و به ازلیان معروف شدند. آیین بهایی بعدها به دینی مستقل بدل شد. در مقایسه با سه دین اصلی ابراهیمی (یعنی یهودیت، مسیحیت و اسلام)، شمار پیروان آیین بهایی و دیگر ادیان ابراهیمی خرد، چندان قابل توجه نیست.
از میان سه دین اصلی ابراهیمی، مسیحیت و یهودیت بیشترین تفاوت را از منظر الهیاتی و مناسکی دارند.
تعامل تاریخی اسلام و یهودیت از قرن هفتم میلادی، با پیدایش و گسترش اسلام آغاز شد. اشتراکات زیادی میان اسلام و یهودیت وجود دارد و اسلام از بسیاری جهات، دینی نزدیک به یهودیت محسوب می‌شود. برخلاف مسیحیت که محصول آمیزه‌ای از فرهنگ‌های یونانی، رومی و عبری بود، اسلام و یهودیت در ساختار دینی، فقه و اعمال عبادی بسیار به هم شبیه‌اند. بسیاری از سنت‌های اسلامی نیز ریشه در سنت‌های کتاب مقدس عبری یا سنت‌های پس از آن دارند که تحت عنوان اسرائیلیات شناخته می‌شوند.
رابطه تاریخی میان مسیحیت و اسلام، مفاهیم بنیادین این دو دین را به هم پیوند می‌دهد. اسلام بسیاری از جنبه‌های مسیحیت را، هرچند با تفاوت‌هایی در تفسیر، به عنوان بخشی از ایمان خود می‌پذیرد و برخی دیگر را رد می‌کند (مانند اختلاف اسلام با مسیحیت در تفسیر واقعهٔ تصلیب عیسی). از دیدگاه اسلام، قرآن آخرین وحی الهی و تکمیل‌کننده تمامی وحی‌های پیشین از جمله کتاب مقدس است.
مندائی‌گری، که گاهی با نام صابئیت شناخته می‌شود (برگرفته از نام اسرارآمیز آمده در قرآن، صابئین، که گروه‌های مختلف آن را به خود نسبت داده‌اند)، دینی گنوسی و یکتاپرست است. : 4 یحیی تعمیددهنده پیامبر اصلی آن‌ها بوده و انجام غسل‌های مکرر از آموزه‌های اساسی آن است. بسیاری از پژوهشگران منشأ مندائی‌گری را در قرون اول تا سوم میلادی، در بین‌النهرین جنوبی یا منطقه شامات-فلسطین می‌دانند، هرچند برخی آن را دینی قدیمی‌تر از ادیان ابراهیمی می‌دانند. مندائیان معتقدند که مستقیما از نسل سام، پسر نوح، و نیز از پیروان اولیه یحیی تعمیددهنده هستند.: 182 

### ادیان ایرانی
چندین دین و جنبش دینی مهم در ایران بزرگ، یعنی در میان گویشوران زبان‌های ایرانی، پدید آمدند؛ این ادیان شامل زرتشتی‌گری، میترائیسم، دین آسی، یزدان‌باوری، اهل حق، زوروان‌گرایی، مانی‌گری و مزدک‌گرایی می‌شوند.
شاید بتوان دین زرتشتی را یکی از مهم‌ترین ادیانی که در ایران شکل گرفته، دانست. هرچند نمی‌توان آن را دقیقا یک دین جهانی به حساب آورد، اما در قلمروی فرهنگی ایران، به‌ویژه از طریق امپراتوری‌های هخامنشی و ساسانی، به‌شدت گسترش یافت. با پیدایش اسلام و تشکیل خلافت‌های اسلامی، این دین هم همانند بسیاری از دیگر ادیان ایرانی رو به افول رفت. با این حال، زرتشتی‌گری هنوز هم اقلیتی از باورمندان به خود را حفظ کرده است؛ برای مثال جوامع پارسیان ساکن در هند و پاکستان.
پژوهشگران بارها به شباهت‌های میان زرتشتی‌گری و ادیان ابراهیمی، به‌ویژه مسیحیت، اشاره کرده‌اند. آن‌ها این شباهت‌ها را به رابطهٔ تاریخی یهودیان با امپراتوری‌های زرتشتی ایران و نیز پیوندهای فلسفهٔ یونان، ایران و مسیحیت مرتبط می‌دانند. این پرسش مطرح شده است که آیا زرتشتی‌گری در شکل‌گیری این ادیان تأثیرگذار بوده است یا خیر.
از موضوعات مهم این مقایسه، می‌توان به وجود درکی مشترک از دوگانگی میان نیروهای خیر و شر یا نور و تاریکی در میان زرتشتیان و ادیان مذکور اشاره کرد. همچنین باور مشترک به رستاخیز مردگان و تأکید بر ارادهٔ آزاد و مسئولیت اخلاقی انسان‌ها، از دیگر نقاط اشتراک به‌شمار می‌روند. برخی معتقدند این مفاهیم بر سه دین اصلی ابراهیمی، گنوسی‌گری و آیین بهائی تأثیر گذاشته‌اند.

تصویری از فروهر، نماد محبوب زرتشتیان

مانی‌گری یکی دیگر از ادیان ایرانی است که شباهت‌های زیادی با زرتشتی‌گری دارد. از جمله، این دین پیامبری زرتشت را پذیرفته و در عین حال پیامبری بودا و عیسی مسیح را نیز تأیید می‌کند. مانی‌گری هم دارای کیهان‌شناسی‌ای دوگانه است که خیر و نور را در برابر شر و تاریکی قرار می‌دهد و خدایی خیرخواه را در مقابل دشمن شریر او قرار می‌دهد. علاوه بر این‌ها، مانی‌گری و مندائی‌گری در باور به بسیاری از شخصیت‌ها و داستان‌های ادیان ابراهیمی مشترک‌اند، و این موضوع باعث شده که پژوهش‌هایی دربارهٔ تأثیرات و خاستگاه‌های این ادیان صورت گیرد.

### ادیان هندی
در مطالعات تطبیقی دین، اصطلاح «ادیان هندی» به همهٔ ادیانی گفته می‌شود که در جنوب آسیا شکل گرفته‌اند. باور بر این است که «خویشاوندی میان ادیان هند ناشی از این است که جینیان، بوداییان و سیک‌ها، آیین هندو را مادر مشترک خود می‌دانند.» ابوریحان بیرونی ادیان ودایی را به دقت مطالعه کرد و به واسطهٔ آثارش اطلاعات مهمی را از ادیان و فرهنگ‌های هند پیش از قرن یازدهم به‌دست داده است.

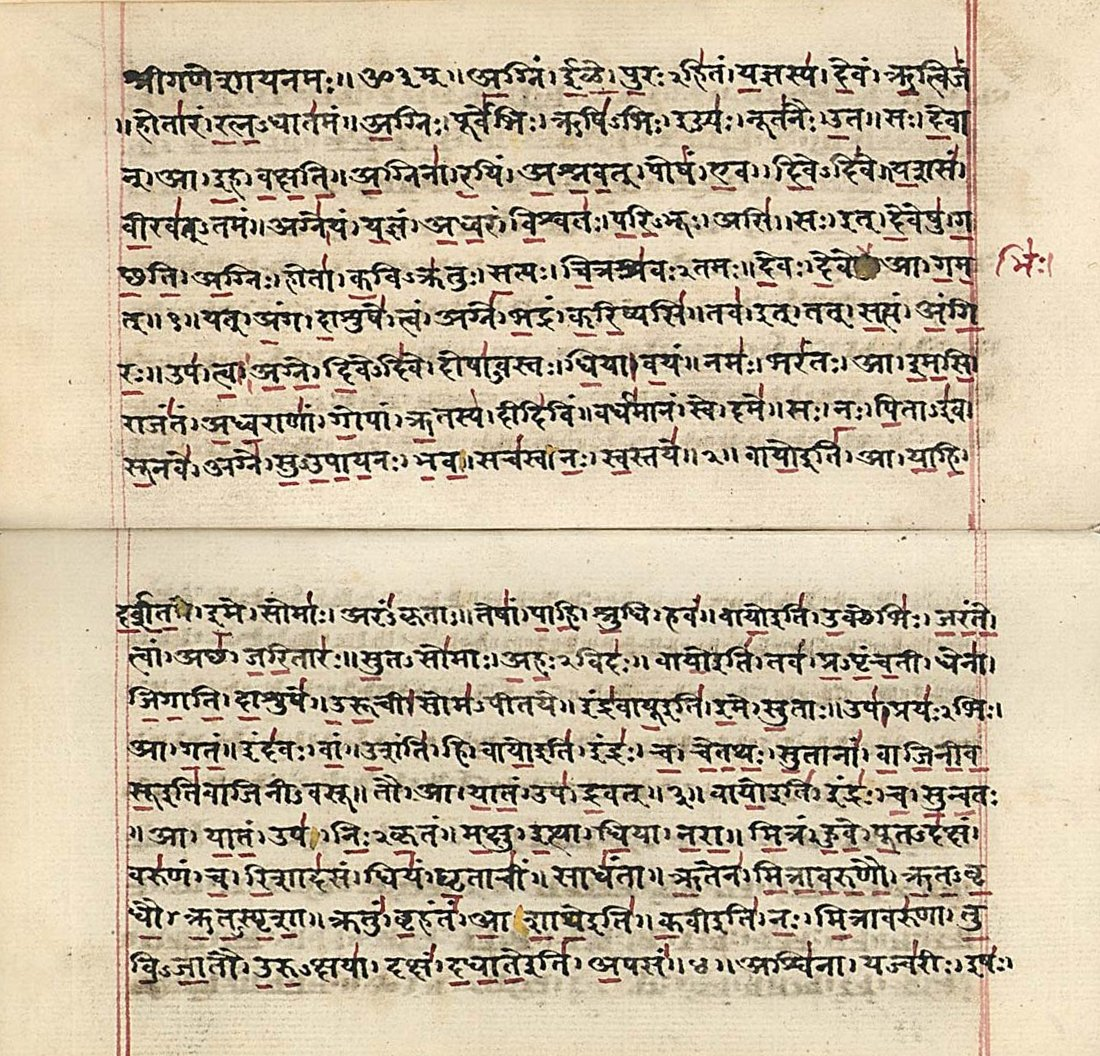
ریگ‌ودا یکی از قدیمی‌ترین متون ودایی است. تصویر نشان‌گر بخشی از ریگ‌ودا به خط دیواناگری، اوایل قرن نوزدهم میلادی.

آدی شنکره، فیلسوف و الهی‌دان قرن هشتم میلادی، آموزهٔ ویدانته ادویته را تثبیت و تقویت کرد. بودا در متون پوراناهایی هندو به‌عنوان یکی از تجلی‌های ویشنو معرفی شده است. عموم هندوها باور دارند که بودا بسیاری از اصول هندوئی را در آموزه‌های خود پذیرفت و به‌کار گرفت. اصلاح‌طلبان برجستهٔ مدرن هندویی مانند مهاتما گاندی و سوامی ویوکاناندا نیز تحت تأثیر بودیسم بودند. گاندی، همانند بسیاری از هندوها، باور نداشت که بودا دینی مستقل از هندوئیسم بنیان نهاده است. او می‌نویسد: «من جینیسم یا بودیسم را جدا از هندوئیسم نمی‌دانم.»

### ادیان شرق آسیایی یا تائویی
دین‌های تائویی یا تائویک، فلسفه‌هایی مذهبی هستند که بر مفهوم «تائو» به معنی راه، در شرق آسیا تمرکز دارند. این گروه، تعداد زیادی از ادیان شرقی را دربر می‌گیرد از جمله: تائوئیسم، کنفوسیوسیسم، جونگ سان دو، شینتو، ییگاندائو، چئوندوئیسم و چن تائو. در بسیاری از مناطق شرق آسیا، بودیسم ویژگی‌هایی از تائوئیسم به خود گرفته است.
تائو را می‌توان مسامحتاً به‌عنوان جریان کیهانی یا نیروی پشت نظم طبیعی جهان تعریف کرد. تائو نقشی اساسی در تعادل و نظم کیهان و پیوندی بسیار نزدیک با طبیعت دارد؛ زیرا طبیعت، خود تبلور تائو تلقی می‌شود.

نویسه چینی تائو، مفهوم محوری در تائوئیسم

جریان «چی» که به‌عنوان انرژی اساسی موجود در اعمال و وجود شناخته می‌شود، اغلب با نظم جهانی‌ای که تائو نشان‌دهندهٔ آن است مقایسه می‌شود. پیروی از تائو، با نگرشی «درست»، اخلاقیات و سبک زندگی همراه است. این مفهوم بسیار نزدیک به ایدهٔ پیچیدهٔ «ده» است؛ که به‌معنای «فضیلت» یا «قدرت» است. «ده» درواقع همان تجلی فعال تائو به‌شمار می‌آید.
تائوئیسم و بودیسم چان قرن‌ها در چین، ژاپن، کره و تایوان بر یکدیگر تأثیر متقابل داشتند.
تائوئیسم و بودیسم چان (که بعدها در ژاپن به ذن تبدیل شد)  قرن‌ها در چین، ژاپن، کره و تایوان بر یکدیگر تأثیر متقابل داشتند.
با وجود فاصلهٔ جغرافیایی زیاد، برخی پژوهشگران در طول تاریخ شباهت‌هایی میان باورهای سنتی چین و مسیحیت یافته‌اند. این نکته از سوی مبلغان یسوعی که به «فیگوریست» معروف شدند، مطرح شد. آنان باور داشتند که چینیان باستان، حقیقت مکاشفهٔ مسیحی را می‌دانستند و بسیاری از شخصیت‌های متون چینی، درواقع شخصیت‌ها و مفاهیمی برگرفته از مسیحیت‌اند. شباهت‌هایی از جمله اسطورهٔ سیل چینی، شباهت فو هسی و خنوخ، و نیز تشابه میان «راه» در تائو و عیسی مسیح که خود را «راه» می‌نامد، ذکر شده‌اند.
اگرچه امروزه این دیدگاه از سوی محافل علمی رد شده، اما زمانی در تاریخ مطالعات تطبیقی دین تأثیرگذار بوده است. کلیسای کاتولیک در قرن هجدهم رسماً با این عقاید مخالفت کرد.
ورود مسیحیت نسطوری به چین در دورهٔ دودمان تانگ نیز باعث شکل‌گیری شباهت‌های فزاینده‌ای میان بودیسم چینی و مسیحیت نسطوری شد. مسیحیان برای بیان آموزه‌های خود از مفاهیم بودایی و تائویی بهره گرفتند. در این دوران، متون جینگ‌جیائو نگاشته شدند که گاه به آن‌ها «سوتراهای مسیحی» گفته می‌شود، و نشان‌دهندهٔ آمیزش مفهومی میان مسیحیت و بودیسم هستند.
مسیحیان نسطوری و بوداییان، سنتی رهبانی را پایه‌گذاری کردند که این نزدیکی را تشدید نمود. این آمیزش تا جایی پیش رفت که زمانی که امپراتور ووزونگ در قرن نهم میلادی به آزار بوداییان پرداخت، اعلام کرد که مسیحیت، صرفاً انحرافی از بودیسم است و نه دینی مستقل. این اشتباه در تشخیص، یکی از عوامل فروپاشی مسیحیت نسطوری در چین در جریان آزارهای بوداییان بود.

## مقایسه ادیان و سنت‌ها
ایدئولوژی‌های دینی را می‌توان به‌صورت نظام‌مند به‌عنوان مجموعه‌هایی بزرگ با ده‌ها هزار شاخهٔ فرعی در نظر گرفت. این فرایند شکلی از تکامل فرهنگی است که می‌توان آن را به‌صورت شهودی با نمودارهایی شبیه به درخت، که روابط تاریخی و گوناگونی سنت‌ها را در طول زمان نشان می‌دهند، تصویر کرد. برخی از موفق‌ترین ادیان، آن‌هایی بوده‌اند که در مراحل ابتدایی با امپراتوری‌ها، پادشاهی‌ها یا خلافت‌ها هم‌راستا شدند (برای مثال: مسیحیت، اسلام، هندوئیسم، بودیسم). در ادامه، چند گروه عمدهٔ مذهبی ارائه شده‌اند.

### مسیحیت
- مسیحیت و سایر ادیان
- بودیسم و مسیحیت
- مقایسهٔ بودیسم و مسیحیت
- مسیحیت و اسلام
- مسیحیت و یهودیت
- مسیحیت و نئوپاگانیسم
- مسیحیت و پاگانیسم
- مسیحیت و وودو
- مسیحیت و مورمونیسم
- مسیحیت و تئوسوفی

### مورمونیسم
- مورمونیسم و مسیحیت
- مورمونیسم و اسلام
- مورمونیسم و یهودیت

### یهودیت
- مسیحیت و یهودیت
- روابط اسلامی–یهودی
- هندوئیسم و یهودیت

### اسلام
- اسلام و دیگر ادیان
- مسیحیت و اسلام
- روابط هندو–اسلامی
- اسلام و جینیسم
- روابط اسلامی–یهودی
- اسلام و آیین سیک
- مورمونیسم و اسلام

### آیین سیک
- هندوئیسم و سیک
- اسلام و سیک
- جینیسم و سیک

### هندوئیسم
- هندوئیسم و دیگر ادیان
- آیین بهائی و هندوئیسم
- بودیسم و هندوئیسم
- روابط هندو–اسلامی
- جینیسم و هندوئیسم
- هندوئیسم و سیک
- هندوئیسم و یهودیت

### بودیسم
- بودیسم و مسیحیت
- بودیسم و ادیان شرقی
- بودیسم و گنوسیسم
- بودیسم و هندوئیسم
- بودیسم و جینیسم
- بودیسم و تئوسوفی
- بودیسم و اسلام
- مقایسهٔ بودیسم و مسیحیت

### جینیسم
- بودیسم و جینیسم
- اسلام و جینیسم
- جینیسم و سیک

### پاگانیسم و نئوپاگانیسم
- مسیحیت و پاگانیسم
- مسیحیت و نئوپاگانیسم

### کنفوسیوسیسم
- کنفوسیوسیسم و ادیان شرقی
- کنفوسیوسیسم و ادیان غربی

### تائوئیسم
- تائوئیسم و دیگر ادیان

### آیین بهائی
- آیین بهائی و وحدت ادیان
- آیین بهائی و بودیسم
- آیین بهائی و هندوئیسم
- آیین بهائی و زرتشتی‌گری

### زرتشتی‌گری
- زرتشتی‌گری و دیگر ادیان
- زرتشتی‌گری و آیین بهائی

## برای مطالعهٔ بیشتر
1. همتی, همایون (1375). دین‌شناسی تطبیقی و عرفان. تهران: آوای نور.{{cite book}}:  نگهداری CS1: پیش‌فرض تکرار ref (link)
2. همتی، همایون, ویراستار (۱۳۸۰). درآمدی بر شناخت دانش ادیان. مجموعه مقالات از میرچاالیاده، نینیان اسمارت، پاریندر و دیگران. تهران: نقش جهان.
3. الیاده, میرچا (1403). الگوهایی در دین شناسی تطبیقی. مترجم: عبدالرحیم گواهی. تهران: جامی.